# Ben Britton
Thomas Benjamin Britton CEng FIMMM (nacido el 18 de abril de 1985) es un científico e ingeniero de materiales que trabaja en el Imperial College de Londres. Es especialista en micromecánica, microscopía electrónica, deformación y difracción de electrones por retrodispersión. En el 2014 recibió la Medalla de Plata del Instituto de Materiales, Minerales y Minería (IOM3), sociedad de la que luego se convirtió en Fellow en 2016. Actualmente lidera el grupo de Micromecánica Experimental en el Imperial College de Londres.

## Biografía y educación
Britton creció en Oxford y asistió a Magdalen College School en Oxford.[cita requerida] Se graduó con una Maestría de Ingeniería (MEng) en ciencia de materiales de la Universidad de Oxford en 2007, donde fue estudiante de St Catherine's College, Oxford.[cita requerida] En 2010, obtuvo el título de Doctor en Filosofía en ciencia de materiales, específicamente por el estudio de difracción de electrones por retrodispersión de titanio y sus aleaciones supervisado por Angus Wilkinson.

## Investigación y carrera
Después de completar su doctorado, Britton pasó dos años en Oxford como investigador asociado postdoctoral estudiando materiales para la fisión y el poder de fusión. Recibió una beca en investigación nuclear en la facultad de ingeniería del Imperial College de Londres en el 2012. En el 2015 fue nombrado profesor en el centro de ingeniería nuclear de Imperial con el apoyo de una beca de la Royal Academy of Engineering que estableció "una mejor comprensión de los materiales para hacer reactores más seguros". Desde el 2017, Britton es profesor titular en ciencia de materiales y el centro de ingeniería nuclear. Adicionalmente es director del programa de Maestría en Ciencias (MSc) de Imperial en Ingeniería Nuclear Avanzada y subdirector del Centro de Ingeniería Nuclear.
Britton desarrolla técnicas de microscopía de alta resolución, que incluyen imágenes de electrones de dispersión anticipada para contraste topográfico y de fase. Actualmente lidera el grupo de Micromecánica Experimental en el Imperial College de Londres.

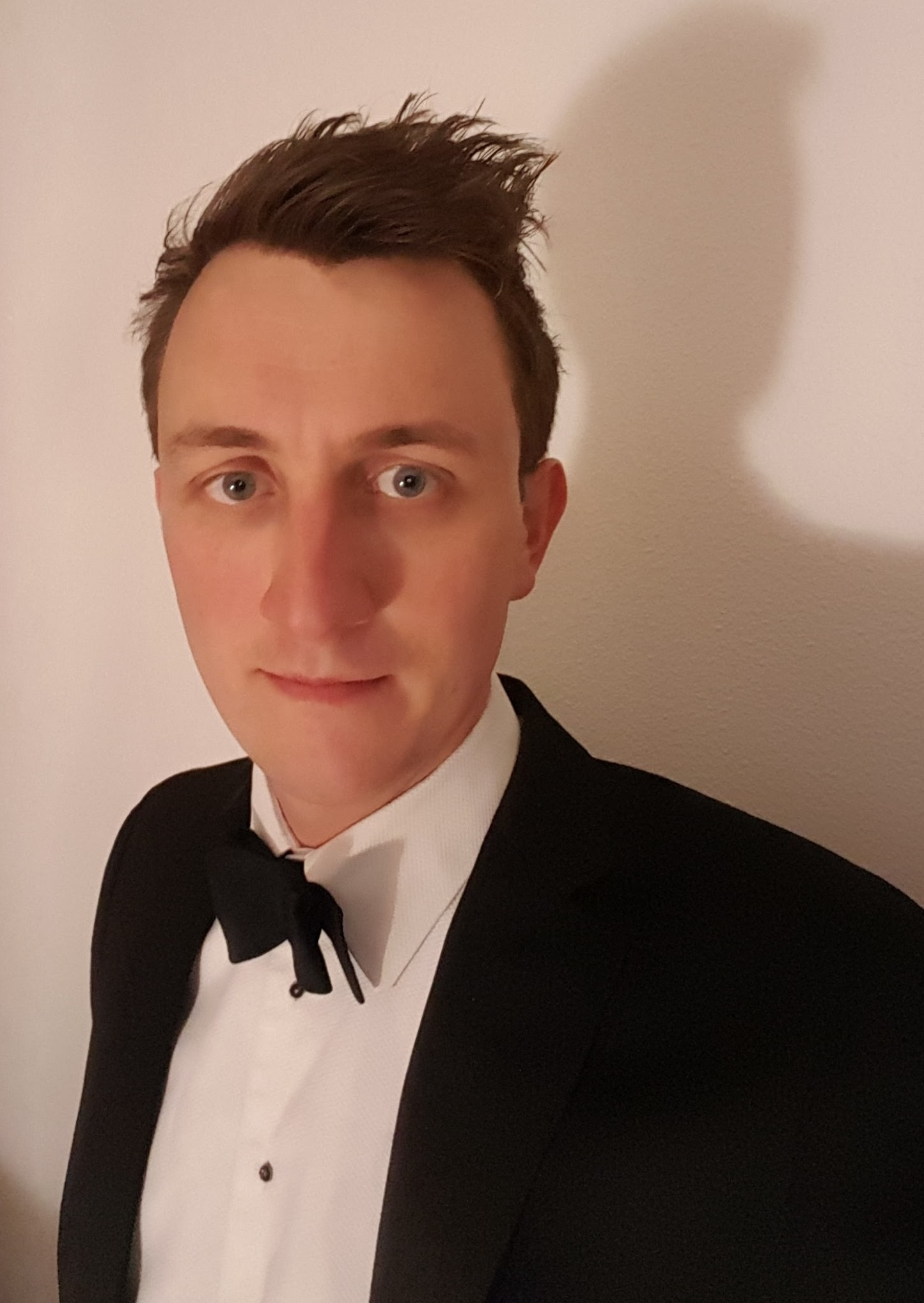
Dr Ben Britton previo a los premios del Institute of Chemical Engineering

## Divulgación científica
Britton ha dirigido actividades de divulgación y participación destinadas a cambiar la percepción pública sobre la energía nuclear, y publica blogs regularmente sobre la vida académica temprana. Ha aparecido en el podcast Scientists Not the Science. Fue miembro del comité ejecutivo de Science is Vital, una campaña de base formada en 2010 para combatir las amenazas al presupuesto de investigación y desarrollo (I + D) del Reino Unido. Es fideicomisario de la organización benéfica Pride in STEM, por la cual fue nominado para los premios Gay Times en 2017. Dio un discurso en la celebración del orgullo de la física del Instituto de Física (IOP) en agosto de 2018. En el 2018 fue entrevistado para el podcast de Nature llamado Working Scientist, donde habló sobre las ventajas para los académicos de usar plataformas virtuales que permitan fomentar colaboraciones e intercambios de ideas en línea.
En su papel de subdirector del centro de ingeniería nuclear de Imperial College London, Britton fue co-firmante de una carta abierta a Emmanuel Macron, instando al entonces recientemente elegido presidente de Francia a mantener abiertas las plantas de energía nuclear de la nación para mantener las emisiones de carbono bajas. También ha contribuido evidencia escrita a la Cámara de los Lores sobre tecnología nuclear.

## Premios y honores
En 2014, Britton recibió la Medalla de Plata IOM3 (Contribución sobresaliente a la ciencia, la ingeniería y la tecnología de los materiales por parte de un individuo menor de 30 años). En el 2016 fue uno de cinco ganadores del "Engineers Trust Young Engineer of the Year", siendo descrito por la Royal Academy of Engineering como uno de los "futuros líderes en ingeniería" del Reino Unido. En 2014 fue elegido Fellow del Instituto de Materiales, Minerales y Minería (FIMMM).

## Publicaciones seleccionadas
- A. J. Wilkinson, T. B. Britton. 2012. Strains, planes, and EBSD in materials science. MaterialsToday 15 (9), 366-376.[24]
- T. B. Britton, H. Liang, F. P. E. Dunne, A. J. Wilkinson. 2009. The effect of crystal orientation on the indentation response of commercially pure titanium: experiments and simulations. Proc. R. Soc. A, 466:695–719.[25]
- A. T. Murdock, A. K., T. B. Britton, L. Houben, T. Batten, T. Zhang, A. J. Wilkinson, R. E. Dunin-Borkowski, C. E. Lekka, N. Grobert. 2013. Controlling the orientation, edge geometry, and thickness of chemical vapor deposition graphene. ACS Nano, 7(2):1351–1359.[26]
- T. B. Britton, A. J. Wilkinson. 2012. High resolution electron backscatter diffraction measurements of elastic strain variations in the presence of larger lattice rotations. Ultramicroscopy, 114:82-95.[27]
- T. B. Britton, A. J. Wilkinson. 2011. Measurement of residual elastic strain and lattice rotations with high resolution electron backscatter diffraction. Ultramicroscopy, 111(8):1395-1404.[28]
- T. B. Britton, A. J. Wilkinson. 2012. Stress fields and geometrically necessary dislocation density distributions near the head of a blocked slip band. Acta Materialia, 60(16):5773-5782.[29]
- T. B. Britton, F. P. E. Dunne, A. J. Wilkinson. 2015. On the mechanistic basis of deformation at the microscale in hexagonal close-packed metals. Proc. R. Soc. A.471:20140881.[30]